# 飛燕外傳
《飛燕外傳》又名《趙飛燕外傳》（以下簡稱《外傳》），中國古代艷情小說，被明朝思想家胡應麟稱爲「傳奇之首」，以其高超的藝術成就和大而深遠的影響在中國古代小説發展史上佔有重要地位。漢代伶玄（伶元）撰，僅一卷，但通過對作品本身多角度的探究，古今學者大多認爲此傳是後人僞託，所謂伶玄不過是僞託的杜撰，如：清朝學者嚴可均疑其爲唐人所著，魯迅也在《中國小説史略》稱其是「唐宋人所爲」。
《外傳》最早著錄於南宋晁公武《郡齋讀書志》卷九傳記類「《趙飛燕外傳》一卷，右漢伶玄子于撰，茂陵卞理藏於金藤漆匱，王莽之亂，劉恭得之，傳於世，晉荀勗校上」。嗣後陳振孫《直齋書録解題》卷七傳記類著録：「《飛燕外傳》一卷，稱漢河東都尉伶玄子于撰。自言與揚雄同時，而史無所見。或云僞書也。然『通德擁髻』等事，文士多用之，而『禍水滅火』一語，司馬公載之《通鑑》矣。」《宋史·藝文志》傳記類亦著録伶玄《趙飛燕外傳》一卷。此傳今存，最早載於《説郛》卷三二，明人顧元慶刊於《顧氏文房小説》。

## 主題
《外傳》是以宮闈祕聞爲題材的一部雜傳小説，描述了趙飛燕、趙合德姐妹驕奢荒淫的故事。以單篇雜傳之體詳述宮闈香艷之事，文長兩三千字，描寫細微眞切，人物性格鮮明生動，而在客觀描述中又不動聲色的寄寓著作者冷峻的理性批判和對盛衰枯榮、「萬物變態」的沉重歷史感喟。
子于語通德曰：「斯人俱灰滅矣，當時疲精力，馳鶩嗜欲蠱惑之事，寧知終歸荒田野草乎？」
小説從人和人性出發，較爲完整的展示了趙氏姐妹眞實的精神面貌，挖掘了她們隱祕的內心世界，深刻塑造了她們的形象。趙氏姐妹出身低微，從小歷經苦難，然而她們聰慧機敏，不甘貧賤，苦習歌舞，以期改變自己身爲奴婢的命運，進入皇宮後，爲了出人頭地她們玩弄技巧，將好色的皇帝牢牢控制在手裏以确保自己的榮華富貴。

## 人物
- 趙飛燕 - 樂工馮萬金與江都王孫女－姑蘇郡主私通之女。幼聰悟，家有彭祖方瓜之書，善行氣術，長而纖便輕細，舉止翩然，人謂之飛燕。因善歌舞被漢成帝招入宮中，深受寵幸，後爲皇后。膽大妄爲，淫亂後宮，私通侍郎宮奴一輩。因駐顔回春而濫用藥方致使失去生育能力。
- 趙合德 - 趙飛燕的雙胞胎妹妹，皮膚膏滑，出浴不濡，善音辭，輕緩可聽。相比飛燕更有心術，善於挑逗和控制成帝，持人主如嬰兒，但也能顧全大局，維護其姊。但最終因過度縱欲而致使成帝死亡，自己也嘔血而死。
- 漢成帝 - 漢朝皇帝，荒淫縱慾，沉醉於「温柔鄉」中，最終縱欲而死。
- 樊嫕 - 小説虛構人物，後宮女官，趙氏姐妹的姑表姐，維護慫恿她們種種淫亂縱欲的行爲，并是姐妹二人矛盾的調和者。

## 與歷史的不同
《外傳》是依託歷史而創作的小説，進行了大量的藝術加工和虛構，雖大體遵循了人物眞實形象，仍與歷史記載有著很大的不同。
- 《漢書》記載「孝成趙皇后，本長安宮人」，可知趙氏姐妹出身於官奴之家，而女奴的命運尤爲悲慘，父母不願養育，故有「初生時，父母不舉，三日不死，乃收養之」。而小説中將趙氏姐妹説成是江都王孫女姑蘇郡主的私生女，其用意可能是展現趙氏姐妹本貴反賤，後又由賤而貴，人生命運難以捉摸。姑苏郡主这一称谓中的“郡主”则是数百年后的晋朝才开始使用的封号。
- 趙氏姐妹不能生育的問題，小説虛構了一箇原因：爲駐顔回春而濫用藥方。
- 趙氏姐妹身爲妃與外人私通，其情節較爲夸張。《漢書》上幷無記載，其眞實性可疑。
- 趙氏姐妹爲爭寵而排陷其它妃嬪及殺害皇子，《漢書》有載，但小説竟無一涉及。
- 小説中漢成帝因服用春藥過多縱慾而死，然從《漢書》記載來看漢成帝應是勞累過度中風而死。
- 小説中漢成帝死後，趙合德半恐懼半殉情嘔血而死，而事實上趙合德因漢成帝已死，害怕太后追究其殺害皇子之事而畏罪自殺。
- 此外，小説沒有交代趙飛燕的結局。

《四庫總目提要》評到：「此書記飛燕姊妹始末，實傳記之類。然純爲小説家言，不可入之於史部，與《漢武內傳》諸書同一例也。」

## 影響
《外傳》在題材的選擇上具有開創性，後世文言小説中宮闈題材的盛行可以説是《外傳》影響的結果。胡應麟曾贊其爲傳奇之首，以其鮮明的藝術形式和深邃的藝術旨趣成爲唐傳奇的先聲，成爲傳奇文體的一箇源頭。北宋秦醇曾模倣《外傳》另作《趙飛燕別傳》，其中昭儀入浴、進藥等情節來自於《外傳》中「帝昏夜擁昭儀居九成帳，笑吃不絶」《金甁梅》也襲用了昭儀進藥的情節用在西門慶和潘金蓮身上。可見《外傳》的色情描寫受到後人的喜歡和模倣，然而外傳本身幷非是渲染色情。
禍水、温柔鄉、留仙裙等歷史典故都出自於《外傳》幷廣爲流傳。

### 禍水
宣帝時，披香博士淖方成，白髮教授宮中，號淖夫人，在帝後唾曰：「此（趙合德）禍水也，滅火必矣！」

### 温柔鄉
后得嫕計，是夜進合德，帝大悅，以輔屬體，無所不靡，謂爲温柔鄉。謂嫕曰：「吾老是鄉矣，不能效武皇帝求白雲鄉也。」嫕呼萬歲，賀曰：「陛下眞得仙者。」

### 留仙裙
婕妤接帝於太液池，作千人舟，號合宮之舟；池中起爲瀛洲，榭高四十尺，帝御流波文無縫衫，后衣南越所貢雲英紫裙，碧瓊輕綃。廣榭上，后歌舞歸風送遠之曲，帝以文犀簪擊玉甌，令后所愛侍郎馮無方吹笙，以倚后歌中流。歌酣，風大起，后順風揚音，無方長吸細裊與相屬，后裙髀曰：「顧我，顧我！」后揚袖曰：「仙乎，仙乎！去故而就新，寧忘懷乎？帝曰：「無方爲我持后！」無方捨吹持后履。久之，風霽，后泣曰：「帝恩我，使我仙去不待。」悵然曼嘯，泣數行下。帝益愧愛后，賜無方千萬，入后房闥。他日，宮姝幸者，或襞裙爲縐，號曰留仙裙。